# Marly-la-Ville
Marly-la-Ville és un municipi francès, situat al departament de Val-d'Oise i a la regió d'Illa de França. L'any 2007 tenia 5.549 habitants.
Forma part del cantó de Goussainville, del districte de Sarcelles i de la Comunitat d'aglomeració Roissy Pays de France.

## Demografia

### Població
El 2007 la població de fet de Marly-la-Ville era de 5.549 persones. Hi havia 1.956 famílies, de les quals 374 eren unipersonals (161 homes vivint sols i 213 dones vivint soles), 542 parelles sense fills, 855 parelles amb fills i 185 famílies monoparentals amb fills.
La població ha evolucionat segons el següent gràfic:
Habitants censats

### Habitatges
El 2007 hi havia 2.070 habitatges, 1.985 eren l'habitatge principal de la família, 15 eren segones residències i 70 estaven desocupats. 1.793 eren cases i 266 eren apartaments. Dels 1.985 habitatges principals, 1.637 estaven ocupats pels seus propietaris, 311 estaven llogats i ocupats pels llogaters i 37 estaven cedits a títol gratuït; 49 tenien una cambra, 125 en tenien dues, 239 en tenien tres, 505 en tenien quatre i 1.067 en tenien cinc o més. 1.691 habitatges disposaven pel capbaix d'una plaça de pàrquing. A 865 habitatges hi havia un automòbil i a 937 n'hi havia dos o més.

### Piràmide de població
La piràmide de població per edats i sexe el 2009 era:
| Homes | Edats   | Dones |
| ----- | ------- | ----- |
| 0     | 95 o +  | 16    |
| 4     | 90 a 94 | 20    |
| 0     | 85 a 89 | 8     |
| 8     | 80 a 84 | 20    |
| 28    | 75 a 79 | 76    |
| 72    | 70 a 74 | 76    |
| 76    | 65 a 69 | 72    |
| 116   | 60 a 64 | 112   |
| 184   | 55 a 59 | 144   |
| 292   | 50 a 54 | 280   |
| 224   | 45 a 49 | 236   |
| 220   | 40 a 44 | 216   |
| 200   | 35 a 39 | 248   |
| 208   | 30 a 34 | 212   |
| 184   | 25 a 29 | 148   |
| 204   | 20 a 24 | 164   |
| 232   | 15 a 19 | 248   |
| 228   | 10 a 14 | 192   |
| 240   | 5 a 9   | 200   |
| 164   | 0 a 4   | 132   |

## Economia
El 2007 la població en edat de treballar era de 3.823 persones, 2.831 eren actives i 992 eren inactives. De les 2.831 persones actives 2.661 estaven ocupades (1.359 homes i 1.302 dones) i 170 estaven aturades (77 homes i 93 dones). De les 992 persones inactives 365 estaven jubilades, 425 estaven estudiant i 202 estaven classificades com a «altres inactius».

### Ingressos
El 2009 a Marly-la-Ville hi havia 2.001 unitats fiscals que integraven 5.595,5 persones, la mediana anual d'ingressos fiscals per persona era de 23.393 €.

### Activitats econòmiques
Dels 147 establiments que hi havia el 2007, 1 era d'una empresa alimentària, 10 d'empreses de fabricació d'altres productes industrials, 20 d'empreses de construcció, 29 d'empreses de comerç i reparació d'automòbils, 25 d'empreses de transport, 6 d'empreses d'hostatgeria i restauració, 5 d'empreses d'informació i comunicació, 1 d'una empresa financera, 8 d'empreses immobiliàries, 15 d'empreses de serveis, 23 d'entitats de l'administració pública i 4 d'empreses classificades com a «altres activitats de serveis».
Dels 28 establiments de servei als particulars que hi havia el 2009, 1 era una oficina de correu, 1 taller de reparació d'automòbils i de material agrícola, 3 guixaires pintors, 7 fusteries, 3 lampisteries, 3 electricistes, 2 empreses de construcció, 2 perruqueries, 2 agències de treball temporal, 3 restaurants i 1 agència immobiliària.
Dels 9 establiments comercials que hi havia el 2009, 1 era un hipermercat, 1 una botiga de menys de 120 m², 2 botigues de roba, 2 botigues d'equipament de la llar, 1 una botiga d'electrodomèstics i 2 floristeries.
L'any 2000 a Marly-la-Ville hi havia 7 explotacions agrícoles.

## Equipaments sanitaris i escolars
El 2009 hi havia 2 farmàcies i 1 ambulància.
El 2009 hi havia 3 escoles maternals i 3 escoles elementals. Marly-la-Ville disposava d'un col·legi d'educació secundària amb 523 alumnes.

## Poblacions més properes
El següent diagrama mostra les poblacions més properes.